# Glyptodon
Glyptodon är ett utdött släkte däggdjur som tillhörde ordningen pansrade trögdjur. Glyptodon förekom i Sydamerika under pleistocen och påminde utseendemässigt om dagens bältdjur, men var mycket större då de kunde nå en längd på 2,5-3,3 meter och en höjd på nära 1,5 meter.